# KN VT101
Der VT101 der Kleinbahn Kassel-Naumburg (KN) wurde 1956 als Gemeinschaftsentwicklung von Henschel Kassel und der Waggonfabrik Credé Niederzwehren hergestellt. Er war bis 1977 bei der Gesellschaft im Betrieb, gelangte von dort an die Württembergische Nebenbahnen AG, schließlich an den Hessencourrier.
1989 wurde der Triebwagen an die Verdener Eisenbahnfreunde abgegeben. Zehn Jahre später wurde er dort zerlegt.

## Geschichte
Einen besonders starken Triebwagen stellte 1956 die Waggonfabrik Gebrüder Credé in Niederzwehren in Zusammenarbeit mit der Lokomotivfabrik Henschel in Kassel für die kurvenreiche Strecke der Kleinbahn Kassel–Naumburg her. Der Triebwagen sollte in der Lage sein, als Schlepptriebwagen fünf zweiachsige Personenwagen mit ausreichender Geschwindigkeit über die genannte Strecke zu befördern. Obwohl sich der Triebwagen sehr gut bewährt hat, erfolgten keine Nachbauten.
Durch die Ausstattung des Fahrzeuges mit der Zweimaschinenanlage mit 2 × 300 PS war dies nach dem WEG T11 der stärkste Verbrennungstriebwagen für Privatbahnen. Damit war er für Spitzenbelastungen ausreichend motorisiert, für die weniger starken Verkehrszeiten konnte er mit nur einer Maschinenanlage verkehren, um Kraftstoff zu sparen.
Der Triebwagen verkehrte bis zur Einstellung des Personenverkehrs 1977 auf der Bahnstrecke Kassel–Naumburg.
Danach wurde er an die Württembergische Nebenbahnen AG weitergegeben, 1989 gelangte er an den Hessencourrier. Die weiteren Stationen sind die Museumsbahnen der Verdener Eisenbahnfreunde, obwohl er in den Fahrzeuglisten dort nicht aufgeführt wird. 1999 wurde  der Triebwagen zerlegt.

## Konstruktive Merkmale
Der Triebwagen zählte mit den Esslinger Triebwagen sowie den MaK GDT zu den stärksten Privatbahntriebwagen. Vom Aufbau und Aussehen her orientierte er sich mehr an den Esslinger Triebwagen. Wie diese hatte der VT101 drei Abteile und zwei Mitteleinstiege. Der Triebwagenführer hatte seinen Arbeitsplatz in einem abgetrennten Führerstand. Insgesamt waren 98 Sitzplätze und 4 Klappsitze vorhanden, außerdem eine Toilette sowie ein Gepäck- und Zugbegleiterraum, dessen Fassungsvermögen mit 4,5 m² angegeben war. Die Einstiegstüren waren aus Leichtmetall. Beim Öffnen wurde die untere Trittstufe heruntergeklappt.
Zwei unterflur angeordnete Dieselmotoren vom Typ Daimler-Benz Mb 846 Bb, die eine Leistung von je  300 PS entwickeln konnten, gaben die Kraft auf je ein Sechsgang-Schaltgetriebe RRWV 120 der Bauart Renk-Rambausek ab, wodurch alle vier Achsen des Triebwagens angetrieben wurden und das Fahrzeug eine sehr hohe Zugkraft hatte und 80 km/h erreichen. Die gesamte Bodenfläche des Triebwagens konnte für die Fahrgastbeförderung verwendet werden.
Die Heizung erfolgte durch Warmluftheizgeräte. Für die Belüftung waren sieben Kuckuckslüfter vorhanden.